# Aerologia górnicza

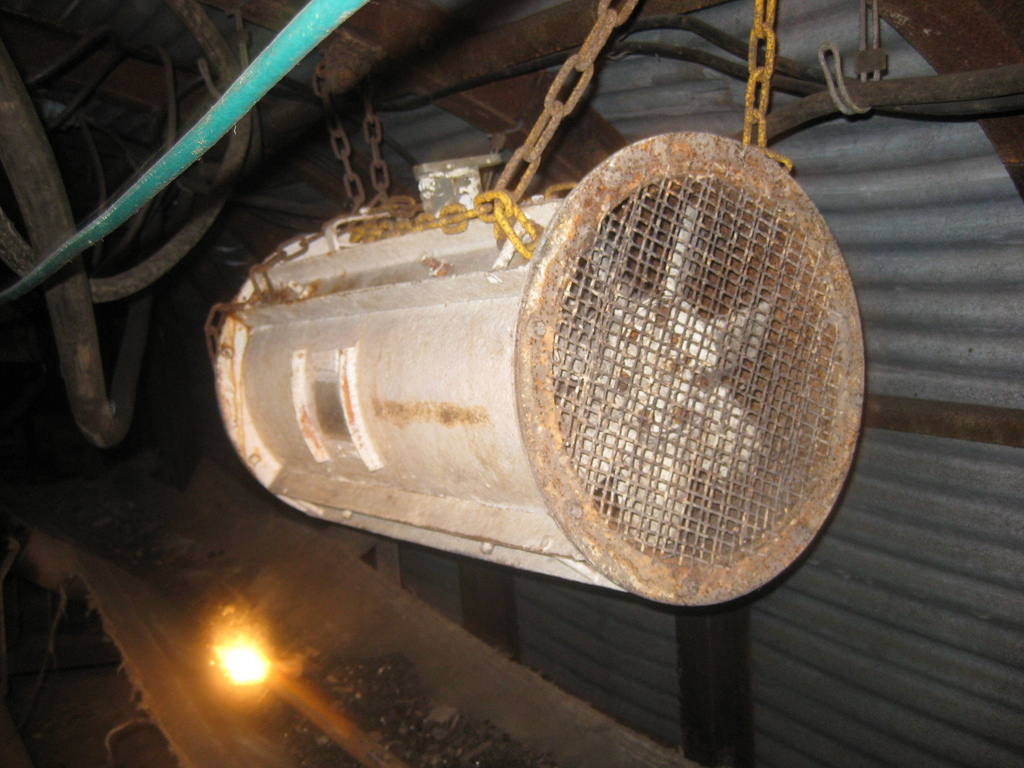
Podwieszany wentylator w chodniku kopalni

Aerologia górnicza – nauka o wentylacji wyrobisk górniczych.
Obejmuje swym zakresem wiadomości o składzie powietrza, jego właściwościach, np. sposób jego przemieszczania się (jego przepływu) w chodnikach kopalń podczas eksploatacji, ruchu przepływowego w momencie wybuchu pożarów podziemnych.
Ma na celu pogłębienie wiadomości i wiedzy w zakresie wentylacji, klimatyzacji, naucza o występujących zagrożeniach wybuchu metanu, wybuchu pyłu węglowego jak również ochrony przeciwpożarowej w podziemiach górniczych. Przedstawia problematykę zagrożeń wynikających z pobytu w takich warunkach, szkodliwościach dla zdrowia, zabezpieczania i ochronę pracujących tam ludzi poprzez instalację różnych systemów monitorujących.